# Pseudoentomozoe
Pseudoentomozoe is een geslacht van uitgestorven kreeftachtigen uit de klasse van de Ostracoda (mosselkreeftjes).

## Soort
- Pseudoentomozoe pteroides (Canavari, 1900) Pribyl, 1950 †